# روجر غارسيا
روجر غارسيا (بالإسبانية: Roger Garcia Junyent) (15 ديسمبر 1976 ساباديل إسبانيا - ) هو لاعب كرة قدم إسباني يلعب كلاعب وسط.

## روابط خارجية
- روجر غارسيا على موقع الاتحاد الدولي (مؤرشف)  (الإنجليزية)
- روجر غارسيا على موقع قاعدة بيانات كرة القدم.إي يو (الإنجليزية)
- روجر غارسيا على موقع عالم كرة القدم.نت (الإنجليزية)